# Kalawit
Kalawit est une localité de la province de Zamboanga du Nord, aux Philippines. En 2015, elle compte 23 633 habitants.